# Reid Bailey
Reid Bailey (* 28. Mai 1956 in Toronto, Ontario) ist ein ehemaliger  kanadischer Eishockeyspieler, der in seiner aktiven Zeit von 1973 bis 1984 unter anderem für die Philadelphia Flyers, Toronto Maple Leafs und Hartford Whalers in der National Hockey League gespielt hat.   

## Karriere
Reid Bailey begann seine Karriere als Eishockeyspieler in der Juniorenliga Ontario Hockey Association, in der er von 1973 bis 1976 für die Sault Ste. Marie Greyhounds und Kitchener Rangers aktiv war, ehe er die Saison 1975/76 bei den Cornwall Royals in der QMJHL beendete. Anschließend spielte er zwei Jahre lang für die Port Huron Flags in der International Hockey League, mit denen er in der Saison 1977/78 im Finale um den Turner Cup an den Toledo Goaldiggers scheiterte. Am 20. November 1978 erhielt der Verteidiger einen Vertrag als Free Agent bei den Philadelphia Flyers, für die er in der Saison 1981/82 sein Debüt in der National Hockey League gab. In den vier Jahren, in denen er im Franchise der Philadelphia Flyers, aktiv war, spielte er hauptsächlich für deren Farmteam aus der American Hockey League, die Maine Mariners, mit denen er in der Saison 1978/79 den Calder Cup gewann. 
Im Sommer 1982 unterschrieb Bailey als Free Agent bei den Edmonton Oilers, wurde anschließend jedoch ausschließlich in deren AHL-Farmteam bei den Moncton Alpines eingesetzt, für die er 21 Mal auf dem Eis stand, ehe er am 15. Januar 1983 im Tausch gegen Serge Boisvert an die Toronto Maple Leafs abgegeben wurde. Dort konnte sich der Kanadier allerdings nicht durchsetzen, so dass er bis zum Saisonende nur drei Spiele für die Maple Leafs bestritt. Hauptsächlich spielte er für deren AHL-Farmteam St. Catharines Saints, bei denen er auch die Saison 1983/84 begann, ehe er am 9. Dezember 1983 zu den Hartford Whalers wechselte, bei denen er am Saisonende seine Karriere bereits im Alter von 28 Jahren beendete.

## Erfolge und Auszeichnungen
- 1979 Calder-Cup-Gewinn mit den Maine Mariners